# 西河桥天主堂
西河桥天主堂是一座已废弃的天主教堂，位于上海市闵行区马桥镇联建村元江路6600号上海绿城玫瑰园度假酒店西北隅（原1组33号）。
西河桥天主堂建于民国初期，外墙青砖、红砖相间，内部为三廊式，坐北面南，面阔10.33米，进深22.65米。设有拱门、钟楼和花窗玻璃。
西河桥天主堂被废弃多年，破损严重。2003年12月15日，西河桥天主堂公布为闵行区登记不可移动文物。2012年，上海绿城森林高尔夫别墅开发有限公司出资修复天主堂。